# Columbo (Lied)
Columbo ist ein Lied der österreichischen Popgruppe Wanda. Es wurde am 25. August 2017 erstmals veröffentlicht und erschien auch auf dem Album Niente der Band. Der Titel spielt auf die gleichnamige Krimiserie an.

## Hintergrund
Columbo ist die zweite Singleauskopplung aus dem dritten Studioalbum Niente. Wie alle Songs des Albums wurde es von Paul Gallister produziert. Text und Musik stammen von Sänger Michael Marco Fitzthum (Marco Wanda).

## Musik und Text
Das Lied ist ein Song über Beziehungen. In dem Song wird ein Abend zuhause beschrieben. Man sitzt gemeinsam vor dem Fernseher und schaut Columbo. Man bekommt Angst, hat aber die Gewissheit, dass Columbo den Fall löst. Der Regen draußen ist unwichtig, da man drinnen ist. Am Schluss gehen sie gemeinsam ins Bett.
Wie bereits auf der ersten Single 0043 ist auch dieser Song von Nostalgie geprägt und erinnert an die zehn Staffeln umfassende Fernsehserie Columbo mit Peter Falk. Dabei wird auf das charakteristische Trademark der Serienfigur angespielt und dessen Catchphrase „Noch eine kleine Frage“ zitiert. Am Ende verweisen die Lyrics auf die Lösung für alle Beziehungsprobleme: „Am Ende fällt Columbo etwas ein, lass es unsere Rettung sein / Es wird eine schöne Lösung sein, doch wir beide passen nicht hinein“. Der Text ist im bandtypischen Wiener Schmäh beschrieben. Ihr Trademark, das Wort „Amore“ für Liebe taucht auch im Text auf. Musikalisch ist das Lied im Rock- und Gitarrenpop angesiedelt.

## Musikvideo
Das Musikvideo mischt Szenen aus dem Songtext mit typischen Gestaltungselementen der Serie, so zum Beispiel die Kreideumrisse, wo in der Serie die Leiche liegt, Columbos Dienstwagen, ein alter Peugeot sowie sein Hund. Sänger Marco Wanda tanzt und fliegt derweil mit zerzausten Engelsflügeln herum. Das von Jasmin Baumgartner gedrehte Video entstand mit Unterstützung der Filmakademie Wien und nahm 2018 an der Diagonale teil.

## Rezeption
Das Lied erreichte die Spitze der österreichischen Singlecharts und wurde am 30. Mai 2018 in Österreich mit einer Platin-Schallplatte für über 30.000 verkaufte Einheiten ausgezeichnet.
Bei der Amadeus-Verleihung 2018 gewann Wanda mit diesem Lied in der Kategorie Song des Jahres.
Sänger Wanda äußerte sich 2023 zum Erfolg des Songs:

„Als „Columbo“ in Österreich auf Eins ging – das war kritisch. Das war eigentlich nicht gut. Von da an war ich drei Jahre lang beim Songschreiben blockiert. Jedes Mal dachte ich: „Wie hast du das gemacht? Wie hast du einen Nummer-Eins-Hit geschrieben?“ Und: „Warum hast du einen Nummer-Eins-Hit geschrieben, du kleiner, wertloser Punk?““

### Chartplatzierungen
| ChartsChartplatzierungen | Höchstplatzierung | Wochen |
| ------------------------ | ----------------- | ------ |
| Österreich (Ö3)          | 1 (33 Wo.)        | 33     |

### Auszeichnungen für Musikverkäufe
| Land/Region       | Auszeichnungen für Musikverkäufe (Land/Region, Auszeichnung, Verkäufe) | Verkäufe |
| ----------------- | ---------------------------------------------------------------------- | -------- |
| Österreich (IFPI) | 3× Platin                                                              | 90.000   |
| Insgesamt         | 3× Platin ·                                                            | 90.000   |